# J. Posadas
J. Posadas (egentligen Homero Rómulo Cristalli Frasnelli), född 20 januari 1912 i Argentina, död 14 maj 1981 i Rom, var en argentinsk trotskist och politiker. Hans särskilda politiska åskådning har fått namnet posadism.

## Biografi
Posadas föddes år 1912 och växte upp i Buenos Aires. Under 1930-talet var han kandidat för Partido Socialista Obrero i det argentinska valet. Därefter tillhörde han Partido de la Revolución Socialista för att år 1947 tillsammans med Dante Minazzoli grunda Grupo Cuarta Internacional, en militant trotskistisk falang.
Posadas deltog i Fjärde internationalen (FI), men förhållandet mellan Posadas och FI försämrades med tiden. Posadisterna grundade år 1962 sin egen Fjärde international, Cuarta Internacional Posadista, men denna sammanslutning hade i princip inte någon egentlig betydelse för Argentinska politiska landskap.